# Леонхардт, Фриц
Фриц Леонхардт (нем. Fritz Leonhardt; 12 июля 1909, Штутгарт — 30 декабря 1999, Штутгарт) — немецкий инженер, архитектор и мостостроитель, являвшийся пионером в области проектирования вантовых мостов современного типа.

## Биография

### Ранние годы
Фриц Леонхардт родился в Штутгарте в семье архитектора, который с ранних лет привил своему сыну любовь к строительству. Решив связать свою жизнь с инженерными науками Леонхардт, учась в гимназии, начал изучать иностранные языки, для того чтобы в будущем отправиться получать образование за рубеж. Однако из-за скромного финансового положения его семьи Фриц был вынужден получить высшее техническое образование на Родине, а именно в Штутгартском университете, где его учителями были инженеры Отто Граф и Эмиль Мёрш. В ноябре 1932 года он отправился из Германии в США, где воспользовался шансом изучить недавно построенные Эмпайр-стейт-билдинг, Рокфеллер-центр и Мост Джорджа Вашингтона. Благодаря своим связям Леонхардту удалось поступить в аспирантуру Университета Пердью, в качестве студента по обмену, что позволило ему задержаться в Соединённых Штатах до осени 1933 года.

### Карьера в нацистской Германии
Вернувшись в Германию, Леонхардт в январе 1934 года устроился на службу в штутгартское управление имперских автомобильных дорог, где благодаря генеральному инспектору ведомства Фрицу Тодту и инженеру Карлу Шехтерле он смог продвинуться вперёд по карьерной лестнице и в 1935 году переехать в Берлин для работы в министерстве транспорта Третьего Рейха. Спустя три года он вместе с Карлом Шехтерле спроектировал и построил Мост Роденкирхен в Кёльне, ставший на тот момент времени самым большим висячим мостом в Европе. Свои следующие проекты Леонхардт реализовывал опираясь на знания, полученные им во время поездки в США, что позволило ему стать абсолютным профессионалом в области проектирования висячих мостов в нацистской Германии.
В 1939 году Леонхардт получил заказ на проектирование гигантского стального купола для нового здания Железнодорожного вокзала Мюнхена. Для реализации этого проекта он основал в Мюнхене инженеринговую компанию под названием «Dr.- Ing. Fritz Leonhardt, Regierungsbaumeister», работая в которой Леонхардт познакомился с инженером Вольфхардтом Андре, ставшим его партнёром во многих проектах на протяжении нескольких последующих лет. Во время Второй мировой войны Леонхардт работал в эстонском отделении организации Тодта, отвечая в нём за строительство нефтеперерабатывающих заводов на территории Прибалтики.

### Послевоенная деятельность
После капитуляции Германии Фриц Леонхардт занялся восстановлением разрушенных войной мостов и переправ. Первым из реконструированных Леонхардтом объектов стал Дойцский мост в Кёльне, работы над которым с 1946 по 1947 год он вёл совместно с инженером Гердом Ломером. Продолжив восстанавливать разрушенные переправы, Леонхардт часто обращался к иностранной инженерной практике и изучал зарубежный опыт. Так при исследовании причин разрушения Такомского моста в США он создал и запатентовал новый вид переправы — висячий мост с монокабелем. Также проведя ряд исследований, Леонхардт стал автором нескольких инновационных решений при проектировании вантовых мостов, которые он впервые реализовал при конструировании моста Теодора Хойса в Дюссельдорфе в 1953—1957 годах. Помимо этого путепровода, Леонхардт стал автором ещё трёх проектов переправ через Рейн, входящих в так называемую «Дюссельдорфскую семью мостов».
Послевоенная деятельность Леонхардта не ограничивалась лишь одним мостостроением, так по заказу Южно-Германского радио он спроектировал телевизионную башню, расположившуюся в Штутгарте на горе Бопсер, ставшей образцом для постройки подобных телебашен по всей ФРГ и позволившей Леонхардту принять участие в проектировании Останкинской телебашни в Москве. Также во второй половине 1950-х годов он вместе с Вольфхардтом Андре спроектировал Alster-Schwimmhalle — бассейный комплекс в Гамбурге, состоящий из двух гиперболически-параболоидных оболочек на трёх опорах и являвшийся на тот момент одним из самых больших бассейнов в мире.